# Вулиця Миру (Київ, Деснянський район)
Ву́лиця Ми́ру — вулиця в Деснянському районі міста Києва, селище Троєщина. Пролягає від кільця на перетині вулиць Радосинської, Олексія Курінного та Деснянської до вулиці Василя Щавинського.
Прилучаються вулиці Стефана Таранушенка і Митрополита Володимира Сабодана.